# غريغوري فينيال
غريغوري فينيال (بالفرنسية: Grégory Vignal)‏ (مواليد 19 يوليو 1981 في مونبيلييه - فرنسا) لاعب كرة قدم فرنسي يلعب حاليا لصالح نادي الدرجة الممتازة برمنغهام سيتي الإنجليزي منذ 2009 في مركز الظهير الأيسر كما يجيد اللعب في مركز الوسط الأيسر .

## روابط خارجية
- غريغوري فينيال على موقع الاتحاد الدولي (مؤرشف)  (الإنجليزية)
- غريغوري فينيال على موقع الاتحاد الأوربي (الإنجليزية)
- غريغوري فينيال على موقع رابطة كرة القدم الفرنسية للمحترفين (الإنجليزية)
- غريغوري فينيال على موقع قاعدة بيانات كرة القدم.إي يو (الإنجليزية)
- غريغوري فينيال على موقع Soccerbase.com (لاعب) (الإنجليزية)
- غريغوري فينيال على موقع Soccerway.com (الإنجليزية)
- غريغوري فينيال على موقع عالم كرة القدم.نت (الإنجليزية)